# Castletownshend SAC
Castletownshend SAC este o arie protejată (arie specială de conservare — SAC, sit de importanță comunitară — SCI) din Irlanda întinsă pe o suprafață de 17,03 ha, integral pe uscat.

## Localizare
Centrul sitului Castletownshend SAC este situat la coordonatele 51°32′14″N 9°10′16″W / 51.5373°N 9.1712°V.

## Înființare
Situl Castletownshend SAC a fost declarat sit de importanță comunitară în mai 1998 pentru a proteja un număr necunoscut de specii din flora spontană și fauna sălbatică aflate în arealul zonei. Situl a fost protejat și ca arie specială de conservare în mai 2017.

## Biodiversitate
Situată în ecoregiunea atlantică, aria protejată nu include niciun habitat protejat.
La baza desemnării sitului se află un număr nedeclarat de specii protejate.